# 嵐州
岚州，北魏到明朝的州。
北魏孝庄帝建义元年（528年），分肆州的秀容县、肆卢县、平寇县和并州阳曲县，设置广州，治所在秀容县（今山西省岚县南古城村）。孝武帝永熙二年（533年），撤广州，设岚州。
隋朝大业三年（607年），改为楼烦郡。大业八年（612年），以岚城县（今岚县岚城镇）为楼烦郡治。唐朝武德元年（618年），改东会州，武德六年（623年），复为岚州，管理宜芳、静乐、临津三县，治所在宜芳县（改岚城县为宜芳县），天宝元年（742年）到乾元元年（758年），又改称楼烦郡。
北宋太平兴国五年（980年），岚谷县归属于岢岚军。咸平五年（1002年），宪州楼烦县归属岚州。崇宁时，岚州户一万三千二百六十九，口六万六千二百二十四。贡麝香。下领三县：宜芳县、合河县、楼烦县。元朝至元二年，省入管州，至元五年复置岚州，不领县。明朝洪武二年（1369年），改岚州为岚县，属太原府岢岚州。
| 唐朝嵐州辖县 | 唐朝嵐州辖县                                                     |
| ------------ | ---------------------------------------------------------------- |
| 618年        | 岢岚县、岚城县、临泉县                                           |
| 620年        | 岢岚县、岚城县、临泉县（改名临津县）                             |
| 621年        | 岢岚县（岚城县、临津县改属东会州）                               |
| 623年        | 岢岚县（宜芳县、临津县、合会县、太和县、静乐县来属，改治宜芳县） |
| 626年        | 宜芳县、临津县、静乐县（废除岢岚县、合会县、太和县）             |
| 627年        | 宜芳县、临津县（改名合河县）、静乐县                             |
| 629年        | 宜芳县、合河县、静乐县（新设太和县）                             |
| 634年        | 宜芳县、合河县、静乐县（废除太和县）                             |
| 703年        | 宜芳县、合河县、静乐县（新设岚谷县）                             |
| 706年        | 宜芳县、合河县、静乐县（废除岚谷县）                             |
| 724年        | 宜芳县、合河县、静乐县（新设岚谷县）                             |

唐朝嵐州刺史
- 刘六儿（619年—620年）
- 孔某（贞观年间）
- 衡长孙（贞观年间）
- 柴令武（653年）
- 韦思安（唐高宗时）
- 李思文（680年）
- 王德茂（682年）
- 萧执珪（720年）
- 马季龙（725年—728年）
- 陆道（开元年间）
- 谭元澄（大历年间）
- 赵挺（800年之前）
- 杨某（贞元年间）
- 贾惠元（贞元年间）
- 李逵（819年）
- 李殷（827年—829年）
- 路审中（咸通、乾符年间）
- 汤群（882年）
- 盖寓（882年—883年）
- 李承嗣（888年）
- 孙昉（唐昭宗时）
- 王邺（唐昭宗时）